# Escala de Norton
| Valor     | Riesgo             |
| --------- | ------------------ |
| 5 a 9     | muy alto           |
| 10 a 12   | alto               |
| 13 a 14   | medio              |
| Más de 14 | mínimo o no riesgo |

La escala de Norton mide el riesgo que tiene un paciente de padecer úlceras por presión. Fue realizada por Doreen Norton en el año 1962.
Valora cinco apartados con una escala de gravedad de 1 a 4, cuyos valores se suman para obtener una puntuación total que estará comprendida entre 5 y 20. Se consideran pacientes de riesgo a aquellos con una valoración baja (a menor puntuación, mayor riesgo).

## Escala de Norton
| Condición física | Buena Regular Pobre Muy mala                        | 4 3 2 1 |
| Estado mental    | Orientado Apático Confuso Inconsciente              | 4 3 2 1 |
| Actividad        | Deambula Deambula con ayuda Cama / silla Encamado   | 4 3 2 1 |
| Movilidad        | Total Disminuida Muy limitada Inmóvil               | 4 3 2 1 |
| Incontinencia    | Control Ocasional Urinaria o Fecal Urinaria y Fecal | 4 3 2 1 |

## Acciones de enfermería
Se deberán realizar según sea la puntuación obtenida.
| Estadio | Signos                                                                                        |
| ------- | --------------------------------------------------------------------------------------------- |
| I       | Aparece Eritema (enrojecimiento), lesión a nivel de Epidermis y Dermis                        |
| II      | Aparecen Ampollas y Edemas, lesión a nivel de la Hipodermis                                   |
| III     | Aparece la Escara debido a la necrosis. Color amarillento/azulado/negruzco. Afecta al Músculo |
| IV      | Extensión de la Necrosis, aparecen Infecciones y Secreciones. Afecta al Hueso.                |

Prevención cuidados de la piel: Mantener siempre la piel limpia y seca. Durante la higiene, en el secado de la misma poner especial atención entre los dedos y los pliegues cutáneos. 
Control de la humedad: El exceso de humedad debido a la incontinencia urinaria o fecal es muy perjudicial: utilizar sondas vesicales, colectores de orina, pañales absorbentes u otros dispositivos.
Control de la presión:  Realizar movilizaciones cambios posturales periódicos. Uso de superficies de apoyo acordes al riesgo y estado del paciente: colchones de silicona, colchones viscoelásticos, colchones de aire de presión alterna, etc. Higiene de la piel, masajes, hidratación, cambios posturales cada 2/3 horas, eliminar puntos de presión mediante almohadas u otros dispositivos y una nutrición rica en proteínas y vitaminas. Para curar la úlcera:
1. Desbridar: Eliminación del tejido necrótico
2. Limpieza: Mediante chorro de suero.
3. Antibiótico tópico: Aplicación de antibiótico de amplio espectro, para prevenir infecciones si no las hubiese, en el caso de que la infección permanezca, hacer cultivo y administrar el antibiótico específico (por indicación médica).
4. Medicamentos y parches: Que ayudan a aislar y cicatrizar más rápido. (por indicación médica).